# Gyulai Ferenc (archeobotanikus)
Gyulai Ferenc (Debrecen, 1955. május 24. –) magyar biológus, régész, archeobotanikus, professzor emeritus. A biológiatudományok kandidátusa (1994), a Magyar Tudományos Akadémia doktora (2005).

## Életpályája
Középiskolai tanulmányait a debreceni Tóth Árpád Gimnázium biológia-kémia tagozatán végezte el; 1973-ban érettségizett. 1979-ben diplomázott a Keszthelyi Agrártudományi Egyetem agrárkémia szakán; agrárkémikus lett. 1983-tól folytatott archaeobotanikai kutatásokat. 1983–1988 között a keszthelyi Balatoni Múzeumban természettudományos muzeológusként dolgozott. 1986-ban a Veszprémi Vegyipari Egyetemen és a Miskolci Nehézipari Műszaki Egyetemen folytatott posztgraduális tanulmányok révén környezetvédelmi szakmérnöki diplomát szerzett. 1986-ban a Keszthelyi Agrártudományi Egyetemen egyetemi doktori címet nyert. 1988–1990 között a Baseli Egyetemen államközi csereösztöndíjjal posztdoktori tanulmányokat folytatott az archaeobotanika tárgykörében. 1990–1992 között a budapesti Magyar Mezőgazdasági Múzeumban archaeobotanikusként tevékenykedett. 1991–1997 között nyolc egyetemi és főiskolai hallgató szakdolgozatának témavezetője volt. 1991–2000 között az Eötvös Loránd Tudományegyetem Régészettudományi Intézetében oktatta az általa bevezetett "Archaeobotanika" című tárgyat. 1992-től oktat. 1992–1998 között a Magyar Tudományos Akadémia Régészeti Intézetében tudományos főmunkatárs volt. 1993-ban részt vett az Apáczai Csere János alapítvány történeti-ökológiai felső- és posztgraduális oktatási tantervének kidolgozásában. 1996-ban a Magyar Tudományos Akadémia ösztöndíjával a moszkvai Régészeti Intézet gyűjteményében található archaeobotanikai leleteket tanulmányozta. 1997–1998 között a Milánói Egyetem és a veronai Természettudományi Múzeum meghívásárára részt vett Castellaro bronzkori település növényleleteinek feldolgozásában. 1997–2001 között az USA National Science Foundation és a Magyar Tudományos Akadémia közös ösztöndíjával három alkalommal összesen fél évet töltött Raleigh-ban, az Észak-Karolinai Állami Egyetemen, számítógépes maghatározó atlasz létrehozásával kapcsolatos munkák elvégzése céljából. 1999-től a tápiószelei Agrobotanikai Intézetben dolgozik. 2000-től a Szent István Egyetem Mezőgazdaság- és Környezetvédelmi Karán tanít. 2002-től a Veszprémi Egyetem Georgikon Mezőgazdaságtudományi Kar Keszthely címzetes egyetemi docense. 2003-ban habilitált a Szent István Egyetemen. 2004-től a Pécsi Tudományegyetem Ókortudományi Tanszék óraadója. 2004-ben a Magyar Tudományos Akadémia doktora lett. 2007-től címzetes egyetemi tanár. 2021-ben a Magyar Agrár- és Élettudományi Egyetem Professsor Emeritus címet adott neki.

### Munkássága
Kutatási területe a régészeti ásatásokból származó mag- és termésleletek feldolgozása, az élelmiszer- és italmaradványok elemző vizsgálata, továbbá műszeres és képelemző vizsgálatok szubfosszilis növényi maradványok meghatározására, metrikus feldolgozására és statisztikai elemzésére. Archaeobotanikai tevékenysége Európára, Ázsiára és Amerikára, mégis elsősorban a Kárpát-medencére, a neolitikumtól az újkorig terjed ki. Mind ez ideig 140 hazai és 10 külföldi ásatás növényi leletanyagát dolgozta fel. Tanulmányutakon kereste fel Nagy-Britannia, Ausztria, Csehszlovákia, Franciaország, Németország, Olaszország, Oroszország, Svájc és az USA archaeobotanikai kutatást folytató intézeteit. Speciális kollégiumi előadásokat tartott a Gödöllői Agrártudományi Egyetemen, a szombathelyi Berzsenyi Dániel Tanárképző Főiskola régész-technikus szakán. Két kandidátusi disszertáció oppenense. A budapesti Central European University-n tutori tevékenysége mellett gyakorlati foglalkozásokat is vezetett.
Németül felsőfokon, angolul középfokon, oroszul alapfokon beszél.

### Tudományos tagságai
Tagja a Veszprémi Akadémiai Bizottság Archaeometriai Munkabizottságának, a Magyar Mezőgazdasági Múzeum környezeti-régészeti munkacsoportjának alapítója, az Interdiszciplináris Analitikai Műszerközpont alapítója és volt vezetője, alapítója és volt elnöke, az Archeocomp Multidiszciplináris Régészeti Egyesületnek, az International Work-Group for Palaeoethnobotany, az European Association of Archaeologists és a Society of the American Ethnobiology nemzetközi szervezeteknek, az újrainduló Agrobotanika periodika szerkesztője.

## Díjai
- Széchenyi professzor ösztöndíj (1998)
- Pro Natura díj (2017)[2]
- A Magyar Érdemrend tisztikeresztje (2019)[2]
- Jánossy Andor-díj (2021)[3]